# 藝壇照妖鏡之96應召名冊
《藝壇照妖鏡之96應召名冊》是1996年香港的一部第三級影片，馬天耀執導，並由蔡美蘭、李雪敏、王書麒和邵傳勇主演。
此外，李龍基（客串演員）為首次拍三級片作品。

## 演員
| 演員   | 角色   | 粵語配音 | 暱稱 / 關係                                  |
| 蔡美蘭 | Rebeca | 陸惠玲   | 夜店歌手，和雷明相戀                         |
| 李雪敏 | Mandy  | 黃鳳英   | Rebeca好友                                   |
| 王書麒 | 雷明   |          | 電影演員，和Rebeca相戀                       |
| 邵傳勇 | 連泰月 |          |                                              |
| 羅君左 | 經理   | 羅君左   | Rebeca所演唱的夜店裏的經理                   |
| 李兆基 | 龍爺   | 梁志達   | 和阿坤不和，後和好                           |
| 林尚義 | 阿坤   | 林尚義   | 和龍爺不和，後和好                           |
| 何家駒 | 副經理 | 楊捷康   | Rebeca所演唱的夜店裏的副經理，後被降級為侍應 |

## 外部連結
- 香港影庫上《藝壇照妖鏡之96應召名冊》的資料（繁體中文）
- 豆瓣电影上《藝壇照妖鏡之96應召名冊》的資料 （简体中文）